# Ротенберг Роман Борисович

На Олімпійських іграх у Пхончхані, Південна Корея, 2018

На Кубку світу з хокею в Торонто, 2016

Роман Йозе Маріно Майкл Олівер Борисович Ротенберг нар. (7 квітня 1981 , Ленінград )) — фінський, британський і російський підприємець, менеджер, спортивний функціонер. Глава штабу національної збірної Росії з хокею, включаючи аналітичний та статистичний відділи, перший віце-президент Федерації хокею Росії; віце-президент Газпромбанку (зона відповідальності — притягнення клієнтів); член ради директорів, заступник голови правління Континентальної хокейної ліги, заступник голови ради директорів, віце-президент та головний тренер хокейного клубу СКА; засновник компанії Vitawin (виробництво та дистрибуція спортивного харчування) та низки компаній, що надають послуги у сфері спортивного маркетингу, медіа, спортивного екіпірування; власник фінського стадіону «Гартвалл Арена», голова ради директорів компанії Arena Events, що управляє; консультант із зовнішніх комунікацій «Газпром Експорту».
З січня 2022 — головний тренер хокейної команди СКА (Санкт-Петербург).

## Біографія
Роман Ротенберг народився 1981 року в Ленінграді. Його мати Ірина Гаранен працювала в міському торговому управлінні, батько Борис Ротенберг, майстер спорту і тренер з дзюдо, викладав самооборону в міліцейській академії. Дідусь мав єврейське коріння, був директором ленінградського заводу з випуску телефонних апаратів «Червона зоря». Дідусь по матері — Мікко Гаранен був фіно-інгерманландцем, родом із селища Токсово в Ленінградській області, де колись зустрілися Борис та Ірина. У 1991 році батьки Романа та його молодшого брата Бориса вирішили емігрувати з Ленінграда до Гельсінкі по лінії інгерманландців-репатріантів. Там Роман, який вивчав ще до від'їзду англійську та фінську мови в школі № 204 поряд з Ермітажем, пішов до третього класу звичайної школи і отримав фінське громадянство. У Фінляндії він продовжив займатися дзюдо: батько з п'яти років тренував сина та брав його із собою на спортивні збори. З 11 років Роман почав тренуватися у місцевій хокейній команді. Після школи вступив до спортивного коледжу та планував кар'єру професійного хокеїста.
1999 року батько розлучився з дружиною і повернувся до Санкт-Петербурга. За власним зізнанням Романа, будувати спортивну кар'єру було ризиковано, тому він, незважаючи на заперечення батька, поїхав навчатися до Лондона, на чому наполягала мати, яка мала на той момент невеликий бізнес з постачання газоконденсату з Росії. Після року підготовчих курсів Ротенберг вступив до European Business School London на факультет міжнародного бізнесу, отримав ступінь магістра підприємницького менеджменту. Після закінчення навчання батько пропонував залишитися працювати в банку Barclays в Лондоні, мати ж кликала до Фінляндії. У 2014 році стало відомо, що Роман Ротенберг має третє громадянство — Великої Британії.

## Кар'єра
У 2005 році Роман Ротенберг вирішив повернутися до Росії і знайти роботу не в структурах батька і дядька Аркадія, які на той момент вже стали відомими підприємцями та співвласниками ШМД банку. За порадою батька Роман обрав «Газпром експорт», де могли стати в нагоді його міжнародні зв'язки та знання іноземних мов. На співбесіді він познайомився з генеральним директором «Газпром експорту» Олександром Медведєвим, також захопленим хокеїстом.
У 2009 році на Петербурзькому міжнародному економічному форумі Ротенберг познайомився з представниками Газпромбанку, де Роман проходив практику ще в Лондоні. Для роботи в банку йому довелося пройти через трирічну процедуру повернення російського громадянства та отримати російську фінансову освіту (згодом він захистив дисертацію на тему «Стратегія використання ринкових інструментів у сфері фізичної культури та спорту» та отримав ступінь кандидата економічних наук). В даний час обіймає посаду віце-президента та відповідає за залучення великих клієнтів.

## Хокейний менеджер
У 2007 році Дмитро Медведєв став розробляти план Континентальної хокейної ліги (КХЛ) та опрацювання проєкту доручив відділу зовнішніх комунікацій «Газпром експорту». Для ведення всіх комерційних контрактів ліги було створено компанію «КХЛ Маркетинг»; Роман Ротенберг став заступником генерального директора. 20 січня 2015 року він увійшов до ради директорів КХЛ.
У 2011 році Геннадій Тимченко, президент петербурзького хокейного клубу СКА, запросив Романа Ротенберга на посаду віце-президента клубу.
11 грудня 2014 року Ротенберг призначений першим віце-президентом Федерації хокею Росії (ФХР). До його обов'язків входять питання взаємодії ФХР і КХЛ, а також пошуки додаткового фінансування та маркетингова стратегія розвитку національної збірної Росії, у тому числі залучення нових партнерів. Також Роман Ротенберг — керівник штабу національної збірної Росії з хокею, включаючи аналітичний та статистичний відділи.
З 2016 року входить до комітету з реформування системи управління IIHF.
У грудні 2016 року отримав Подяку від Президента РФ Володимира Путіна за заслуги в галузі фізкультури та спорту, великий внесок у розвиток російського хокею.
24 травня 2017 року був нагороджений призом імені Валентина Сича як найкращий керівник клубу КХЛ.
29 червня 2018 року був нагороджений орденом Дружби «За успішну підготовку спортсменів, які досягли високих спортивних досягнень на XXIII Олімпійських зимових іграх 2018 року у місті Пхенчхані (Південна Корея)».
4 січня 2022 року рішенням Ради Директорів хокейного клубу СКА з метою поліпшення управління штабом і командою Роман Ротенберг призначений на посаду головного тренера.

## Досягнення

27 листопада 2018 року. Президент Росії Путін вручив Ротенбергу Орден Дружби

Як перший віце-президент ФХР російського хокею та керівник штабу збірних команд Росії: Чемпіон Олімпійських ігор 2018 року в Пхончхані
Бронзовий призер ЧС-2017
Бронзовий призер МЧМ-2017.
Півфіналіст Кубка світу 2016 у Торонто
Срібний призер МЧМ-2016
Бронзовий призер ЧС-2016
Срібний призер ЧС-2015
Під керівництвом Романа Ротенберга реанімовано бренд «Червона машина», зроблено комплексний ребрендинг Федерації хокею Росії. У збірних командах Росії впроваджено сучасну систему відеоаналізу з метою підвищення якості підготовки хокеїстів. Розроблено Національну програму підготовки хокеїстів.

Роман Ротенберг, Геннадій Тимченко та Путін на підписанні протоколу про наміри співпраці у сфері розвитку хокею

Як віце-президент ХК СКА: Дворазовий володар Кубка Гагаріна (2015, 2017)
Чемпіон Росії (2017)
Володар Кубка Континенту (2013, 2018)
Володар премії імені Валентина Сича найкращому керівнику клубу КХЛ (2015, 2017)
Засновник холдингу «Спортконцепт», що включає компанії «Доктор Спорт» (бренд Vitawin, спортивне харчування), «Росспорт» (виробництво спортивного екіпірування). У «Спортконцепті» працевлаштовано близько 450 осіб, річний виторг холдингу становить 2 млрд рублів. Згодом компанія була придбана групою інвесторів.
Нагороджений орденом Дружби «За успішну підготовку спортсменів, які досягли високих спортивних досягнень на XXIII Олімпійських зимових іграх 2018 року у місті Пхенчхані (Південна Корея)».

## Бізнес у Росії
Восени 2010 року була заснована компанія «Доктор спорт», виробник спортивного харчування. Засновниками «Доктор спорт» став «СМП Банк», який виділив на фінансування нового проекту бюджет $20 млн на три роки. За заявою компанії, вона ставить перед собою завдання забезпечити для спортсменів якісне та вільне від допінгу харчування. Ідея створити російського виробника спорту харчування належить Олександру Медведєву, який у 2010 році доручив Роману Ротенбергу спільно з медичним центром КХЛ вивчити питання імпортозаміщення. За зразок бізнес-моделі взяли американську компанію GNC, одного з найбільших виробників та продавців спорту харчування, вітамінів, енергетиків та протеїнів. Через рік після запуску, за словами Ротенберга, «Доктор спорт» вже вийшов на операційну беззбитковість. Станом на липень 2015 року у «Доктора Спорту» було більше 50 магазинів, що робить компанію одним з найбільших гравців ринку спортивного харчування в Росії . На тлі зміщення попиту на спортивне харчування в онлайн виручка «Доктор спорт» почала знижуватися, і у вересні 2018 року «СМП-Банк» продав компанію.
У грудні 2014 року Роман Ротенберг хотів придбати 80 % маркетингової агенції «Телеспорт» у Петра Макаренка. Точну суму угоди сторони не назвали, але повідомили, що компанія оцінена у кілька мільярдів рублів. «Телеспорт» — найбільший гравець ринку спортивного маркетингу, управління спортивними об'єктами та правами на показ спортивних змагань у Росії. У травні 2015 року стало відомо, що угода остаточно не завершена. Причиною називалася наявність серйозних розбіжностей між «Телеспортом» та Російським футбольним союзом. У жовтні 2016 року група інвесторів, в якій брав участь Роман Ротенберг, вийшла з угоди з придбання спортивного маркетингового агентства «Телеспорт».
У липні 2015 року було оголошено, що Ротенберг має намір придбати ТОВ «Швейно-друкарське виробництво „Росспорт“», виробника спортивної форми і атрибутики та основного постачальника російських спортивних клубів, зокрема ХК СКА. Заявлено, що до угоди увійдуть фабрики компанії в Костромі та Дєдовську. За експертними оцінками, вартість частки може становити близько 60 млн руб. при оцінці всього бізнесу в 75-80 млн руб.
Засновник холдингу «Спортконцепт», який об'єднує компанії в галузі спортивного маркетингу, дистрибуції спортивних товарів, управління та проектування спортивних комплексів та споруд, постачання обладнання для спортивних арен. Компанії Холдингу мають багаторічний досвід в управлінні, експлуатації та обладнанні хокейних арен та багатофункціональних спортивних комплексів, розвивають власне російське виробництво та пошиття екіпіровки та атрибутики, у тому числі для відомих брендів, займаються роздрібними та оптовими продажами спортивної продукції. Згодом компанія була придбана групою інвесторів.

## Бізнес у Фінляндії
Влітку 2013 року родина Ротенбергів та Геннадій Тимченко викупили 100 % фінського холдингу Arena Events OY, який володіє та керує ареною Гартвалл у Гельсінкі. Восени того ж року вони придбали 49 % хокейної команди «Йокеріт», яка перейшла в сезоні 2014—2015 до КХЛ. У жовтні 2014 року Роман Ротенберг викупив частки батька та дядька, на яких поширюються санкції США. Посередником виступила компанія Långvik Capital (готель та конгрес-хол недалеко від Гельсінкі), яка зараз також належить Роману Ротенбергу. Акції «Гартвал-Арени» тепер розділені таким чином: Långvik Capital — 49,5 %, Роман Ротенберг особисто — 1 %, White Anchor Геннадія Тимченко — 49,5 %
30 липня 2015 року управління з контролю за іноземними активами Міністерства фінансів США розширило список санкцій, включивши до нього 13 нових фізичних та юридичних осіб, у тому числі Романа Ротенберга та фінську Oy Langvik Capital Ltd.
Внаслідок повномасштабного вторгнення арену було  закрито в лютому 2022 року, і до кінця зими 2024 року влада країни планує провести її націоналізацію.

## Санкції
За підтримку політики Путіна, що підривають або загрожують територіальній цілісності, суверенітету та незалежності України. До нього, та активів його компаній введено санкції.

## Родина
Батько — Борис Романович Ротенберг (нар.. 1957), підприємець, віце-президент Федерації дзюдо Росії, співвласник «СМП банку».
Брат — Борис Борисович Ротенберг (нар.. 1986), футболіст, захисник московського «Локомотива».
Дядько — Аркадій Романович Ротенберг (нар.. 1951), мільярдер, перший віце-президент Федерації дзюдо Росії, голова Правління Федерації хокею Росії, співвласник «СМП банку».
Двоюрідний брат — Ігор Аркадійович Ротенберг (нар.. 1973), підприємець, топ-менеджер.
Дружина — модель Галина Кеда. Двоє дітей: дочка Аріна та син Роман.